# Kaôh Rŭng
Kaôh Rŭng är en ö i Kambodja.   Den ligger i provinsen Koh Kong, i den sydvästra delen av landet, 210 km sydväst om huvudstaden Phnom Penh. Arean är 78 kvadratkilometer.
Terrängen på Kaôh Rŭng är lite kuperad. Öns högsta punkt är 323 meter över havet. Den sträcker sig 14,4 kilometer i nord-sydlig riktning, och 14,6 kilometer i öst-västlig riktning.